# Diocesi di Banjarmasin
La diocesi di Banjarmasin (in latino Dioecesis Bangiarmasina) è una sede della Chiesa cattolica in Indonesia suffraganea dell'arcidiocesi di Samarinda. Nel 2022 contava 20 171 battezzati su 4 087 894 abitanti. È retta dal vescovo Victorius Dwiardy, O.F.M.Cap.

## Territorio
La diocesi comprende per intero la provincia indonesiana del Kalimantan Meridionale nell'isola del Borneo.
Sede vescovile è la città di Banjarmasin, dove si trova la cattedrale della Sacra Famiglia.
Il territorio si estende su 38744 km² ed è suddiviso in 14 parrocchie.

## Storia
La prefettura apostolica di Bandjarmasin fu eretta il 21 maggio 1938 con la bolla Ad evangelizationis opus di papa Pio XI, ricavandone il territorio dal vicariato apostolico del Borneo olandese (oggi arcidiocesi di Pontianak).
Il 10 marzo 1949 la prefettura apostolica fu elevata a vicariato apostolico con la bolla Quo enascentium di papa Pio XII.
Il 21 febbraio 1955 cedette una porzione del suo territorio a vantaggio dell'erezione del vicariato apostolico di Samarinda (oggi arcidiocesi).
Il 3 gennaio 1961 il vicariato apostolico è stato elevato a diocesi con la bolla Quod Christus di papa Giovanni XXIII. Originariamente era suffraganea dell'arcidiocesi di Pontianak.
Il 22 agosto 1973 ha assunto il nome attuale in forza del decreto Cum propositum della Congregazione per l'evangelizzazione dei popoli..
Il 5 aprile 1993 ha ceduto un'altra porzione di territorio a vantaggio dell'erezione della diocesi di Palangkaraya.
Il 14 gennaio 2003 è entrata a far parte della nuova provincia ecclesiastica dell'arcidiocesi di Samarinda.

## Cronotassi dei vescovi
Si omettono i periodi di sede vacante non superiori ai 2 anni o non storicamente accertati.
- Jacob Jan Kusters, M.S.F. † (21 maggio 1938 - 1949 dimesso)
- Joannes Groen, M.S.F. † (10 marzo 1949 - 18 aprile 1953 deceduto)
- Wilhelmus Joannes (Guillaume Jean) Demarteau, M.S.F. † (6 gennaio 1954 - 6 giugno 1983 dimesso)
- Fransiskus Xaverius Rocharjanta Prajasuta, M.S.F. † (6 giugno 1983 - 14 giugno 2008 ritirato)
- Petrus Boddeng Timang (14 giugno 2008 - 8 luglio 2023 ritirato)
- Victorius Dwiardy, O.F.M.Cap., dall'8 luglio 2023

## Statistiche
La diocesi nel 2022 su una popolazione di 4 087 894 persone contava 20 171 battezzati, corrispondenti allo 0,5% del totale.
| anno | popolazione | popolazione | popolazione | presbiteri | presbiteri | presbiteri | presbiteri                | diaconi | religiosi | religiosi | parrocchie |
| anno | battezzati  | totale      | %           | numero     | secolari   | regolari   | battezzati per presbitero | diaconi | uomini    | donne     | parrocchie |
| ---- | ----------- | ----------- | ----------- | ---------- | ---------- | ---------- | ------------------------- | ------- | --------- | --------- | ---------- |
| 1950 | 7 223       | 1 670 000   | 0,4         | 38         | 1          | 37         | 190                       |         | 10        | 18        | 2          |
| 1970 | 7 778       | 1 969 677   | 0,4         | 11         |            | 11         | 707                       |         | 21        | 19        |            |
| 1980 | 20 881      | 2 700 000   | 0,8         | 19         |            | 19         | 1 099                     |         | 30        | 27        |            |
| 1990 | 48 390      | 3 894 230   | 1,2         | 23         |            | 23         | 2 103                     |         | 28        | 77        | 25         |
| 1999 | 24 026      | 3 005 164   | 0,8         | 12         | 2          | 10         | 2 002                     |         | 11        | 54        | 8          |
| 2000 | 17 278      | 3 202 300   | 0,5         | 15         | 3          | 12         | 1 151                     |         | 14        | 54        | 8          |
| 2001 | 17 278      | 3 202 300   | 0,5         | 15         | 3          | 12         | 1 151                     |         | 14        | 54        | 8          |
| 2002 | 30 332      | 3 069 759   | 1,0         | 16         | 3          | 13         | 1 895                     |         | 13        | 57        | 9          |
| 2003 | 30 332      | 3 569 759   | 0,8         | 17         | 3          | 14         | 1 784                     |         | 14        | 57        | 9          |
| 2004 | 13 631      | 3 054 129   | 0,4         | 19         | 3          | 16         | 717                       |         | 16        | 67        | 9          |
| 2006 | 18 200      | 3 135 000   | 0,6         | 16         | 3          | 13         | 1 137                     |         | 25        | 75        | 9          |
| 2012 | 17 051      | 3 680 000   | 0,5         | 25         | 7          | 18         | 682                       |         | 25        | 82        | 9          |
| 2015 | 14 789      | 4 077 000   | 0,4         | 29         | 7          | 22         | 509                       |         | 29        | 101       | 9          |
| 2018 | 15 213      | 4 119 794   | 0,4         | 27         | 8          | 19         | 563                       |         | 32        | 100       | 9          |
| 2020 | 15 560      | 4 204 320   | 0,4         | 27         | 8          | 19         | 576                       |         | 32        | 120       | 9          |
| 2022 | 20 171      | 4 087 894   | 0,5         | 40         | 8          | 32         | 504                       |         | 49        | 89        | 14         |